# 莫宁顿岛
莫宁顿岛（Mornington Island）为韋爾斯利群島22个岛屿中地处最北和面积最大的一个。位于卡奔塔利亚湾，隶属澳大利亚昆士兰州。面积1002平方公里。
岛屿总体上地势平坦，最高点海拔150米。岛屿外缘为红树林植物群，有10条河流入海，自然环境仍处原生状态。
莫宁顿岛2001年人口估计为1007人，其中多数居住在岛上的古努纳镇。